# Basil Fawlty
Basil Fawlty è un personaggio della sit-com Fawlty Towers. È interpretato da John Cleese.

## Descrizione
Basil è l'albergatore dell'hotel Torquay ed è un uomo molto snob, avaro, xenofobo, sessualmente represso, paranoico, misantropo e  disperato perché vorrebbe appartenere ad una classe sociale più elevata. Egli vede il successo dell'hotel come il mezzo per raggiungere tale obbiettivo ("trasformarlo in un centro di..."). Purtroppo, il suo lavoro lo costringe ad essere piacevole con le persone che disprezza o a cui aspira ad essere socialmente superiore. Sua moglie Sybil spesso si interpone fra Basil e gli ospiti, cercando di convincerli a fare la pace. Basil odia i socialisti, ed ha forti ideali conservatori in ogni campo. Ciò è particolarmente evidente nell'episodio Ricevimento di nozze, quando si dimostra disgustato verso una coppia di giovani non sposati con una vita sessuale attiva.
Sua moglie è spesso verbalmente offensiva nei suoi confronti, e, anche se Basil è molto più alto di lei, spesso subisce il suo temperamento, espresso fisicamente o verbalmente. Basil abitualmente si rivolge a Polly o a Manuel per aiutarlo nei suoi piani.
Basil ama offendere Manuel fisicamente e verbalmente a causa del suo accento spagnolo e della sua incompetenza. L'unico ospite dell'hotel che Basil rispetta è il Maggiore Gowen.

## Origini del personaggio
La serie Fawlty Towers fu ispirata dal soggiorno dei Monty Python presso il Gleneagles Hotel, a Torquay. Cleese e Booth alloggiarono nell'hotel dopo la fine dello show dei Python. Il proprietario, Mr. Donald Sinclair, era scortese al punto di lanciare l'orario degli autobus verso un cliente che chiedeva quando sarebbe passato il prossimo, e di spostare la valigia di Eric Idle dietro un muretto in giardino pensando che contenesse una bomba (in realtà conteneva una sveglia). Criticò anche il modo di mangiare "all'americana" di Terry Gilliam, che a parere di Sinclair reggeva la forchetta nella mano sbagliata. Il nome "Basil" deriva da Basil Street, dove visse Cleese per qualche tempo.